# Корчівська волость
Колківська волость (Корчівська) — історична адміністративно-територіальна одиниця Старокостянтинівського повіту Волинської губернії з центром у селі Колки.
Станом на 1886 рік складалася з 10 поселень, 11 сільських громад. Населення — 5756 осіб (2839 чоловічої статі та 2917 — жіночої), 663 дворових господарства.
|                     | Площа, десятин | У тому числі орної, дес. |
| ------------------- | -------------- | ------------------------ |
| Сільських громад    | 5365           | 4313                     |
| Приватної власності | 5419           | 4086                     |
| Казенної власності  | 421            | —                        |
| Іншої власності     | 406            | 260                      |
| Загалом             | 11614          | 8659                     |

Поселення волості:
- Колки — колишнє власницьке село за 45 верст від повітового міста, 655 осіб, 84 двори, православна церква, училище, школа, аптека, постоялий будинок, 3 вітряних млини. За 5 верст — поташний завод. За 6½ верст — черепичний завод.
- Борщівка — колишнє власницьке село, 348 осіб, 115 дворів, православна церква, школа, постоялий будинок, водяний і вітряний млини.
- Василівка — колишнє власницьке село, 286 осіб, 39 дворів, православна церква, постоялий будинок, водяний і вітряний млини.
- Великий Лазучин — колишнє власницьке село, 419 осіб, 54 двори, православна церква, школа, постоялий будинок, водяний і вітряний млини.
- Заруддя — колишнє власницьке село, 342 особи, 45 дворів, 2 постоялих будинки, водяний млин.
- Корчівка — колишнє власницьке село, 730 осіб, 92 двори, православна церква, школа, 2 вітряних млини.
- Лютарівка — колишнє державне село, 494 особи, 84 двори, православна церква, школа, постоялий будинок, вітряний млин.
- Олійники — колишнє власницьке село, 617 осіб, 86 дворів, православна церква, школа, постоялий будинок, вітряний млин.
- Ординці — колишнє власницьке село, 602 особи, 66 дворів, православна церква, школа, постоялий будинок, водяний і 3 вітряних млини.
- Строки — колишнє власницьке село, 507 осіб, 66 дворів, православна церква, школа, постоялий будинок й водяний млин.

У 1900-1913 роках складалася з містечка та 14 поселень, 13 сільських громад. 
Станом на 1900 населення зросло до 10 520 осіб, 1778 дворових господарства, волосним старшиною був Гнат Габельчук.
Станом на 1913 населення зросло до 12 297 осіб, 2102 дворових господарства, волосним старшиною був Ф. Оцапюк.